# Сюэ Юэ
Сюэ́ Юэ́ (кит. упр. 薛岳, пиньинь Xuē Yuè, 26 декабря 1896 — 3 мая 1998) по прозвищу Байлин (кит. 伯陵) — китайский военачальник, один из лучших командующих из числа воевавших на стороне Чан Кайши.

## Молодые годы
Сюэ Юэ родился в уезде Лэчан провинции Гуандун в крестьянской семье, принадлежавшей к народности хакка. При рождении его назвали Сюэ Янъюэ (кит. 薛仰岳); так как он родился в годы японо-китайской войны, то отец решил сократить его имя, чтобы оно стало таким же, как фамилия знаменитого Юэ Фэя, боровшегося в средние века против иноземного нашествия.
В 1906 году Сюэ Юэ поступил в Хуанпуское начальное училище сухопутных войск, в 1909 вступил в Тунмэнхой, впоследствии поступил в Баодинское училище офицеров сухопутных войск, по окончании которого стал служить в войсках, воевавших под руководством Сунь Ятсена.

## Межвоенный период
В 1922 году, во время сражений против Чэнь Цзюнмина, Сюэ Юэ познакомился с Сун Цинлин (жена Сунь Ятсена). Во время Северного похода 1926—1927 годов Сюэ Юэ командовал 1-й дивизией 1-й армии Национально-революционной армии. В 1927 году, перед «событиями 12 апреля» он внёс в ЦИК Гоминьдана предложение «поручить Чан Кайши схватить контрреволюционеров».
12 апреля 1927 года по приказу Чан Кайши в Шанхае были осуществлены антикоммунистические акции, что привело к расколу Гоминьдана на тех, кто стоял за разрыв с коммунистами (подчинялись Чан Кайши, сделавшему своей столицей Нанкин), и тех, кто стоял за продолжение сотрудничества с коммунистами (подчинялись Ван Цзинвэю, сделавшему своей столицей Ухань); Сюэ Юэ поддержал Чан Кайши. Трудности уханьского правительства усугубились в связи с мятежами военных командиров НРА, раздражённых действиями коммунистов, активизировавших выступления отрядов крестьянских союзов и рабочих пикетов. 15 июля 1927 года ЦИК Гоминьдана в Ухане принял решение о разрыве с КПК, однако это не привело к объединению уханьской группировки гоминьдана с нанкинской группой, позиции которой в это время усиливались. В ответ на «контрреволюционный переворот Ван Цзинвэя» часть подразделений 4-й армии, сочувствовавших коммунистам, 1 августа 1927 года подняли восстание в Наньчане. Части 4-й армии, оставшиеся верными партии Гоминьдан, после реорганизации были переданы под командование Сюэ Юэ.
Когда в 1934 году вооружённые силы китайских коммунистов были вынуждены покинуть свою базу и отправиться в Великий поход — их стали преследовать именно войска под командованием Сюэ Юэ. Под постоянными ударами войск Сюэ Юэ численность коммунистических отрядов сократилась за время похода с 86 тысяч до 30 тысяч человек (это при том, что во время похода коммунисты пополняли свои части в тех местностях, через которые проходили).

## Война с Японией
Когда началась война с Японией, Сюэ Юэ командовал 19-й армией, на долю которой выпала оборона Шанхая. Во время сражения за северную и восточную части провинции Хэнань Сюэ Юэ командовал «Восточной Хэнаньской армией». Во время сражения при Ухане под командованием Сюэ Юэ действовала 1-я группа армий, которая практически полностью уничтожила японскую 106-ю дивизию. Именно благодаря действиям Сюэ Юэ 9-му военному району удалось успешно защитить Чанша от японцев во время Второго и Третьего сражений за Чанша. Также войска 9-го военного района под руководством Сюэ Юэ сумели победить японцев в сражении при Чандэ, но проиграли Четвёртое сражение за Чанша.

## Гражданская война 1946—1949
После Второй мировой войны Сюэ Юэ руководил наступлением гоминьдановских войск на контролировавшиеся коммунистами Освобождённые районы. К 1948 году разногласия между Сюэ Юэ и Чан Кайши достигли такой степени, что Чан Кайши отправил Сюэ Юэ в отставку. Тем не менее, в мае 1948 года Сюэ Юэ был назначен губернатором провинции Гуандун, однако это уже не могло помочь остановить наступление Народно-освободительной армии Китая. В 1949 году Сюэ Юэ с оставшимися войсками отступил на остров Хайнань, став начальником Хайнаньского особого района, а в апреле 1950 года, будучи не в состоянии остановить продвижение НОАК, бежал на Тайвань.

## Жизнь на Тайване
За свои боевые заслуги Сюэ Юэ получил высшее генеральское звание. На Тайване он стал советником президента по стратегическим вопросам и членом Исполнительного Юаня. Постепенно он отошёл от дел и поселился в сельской местности. В 1976 году Сюэ Юэ возглавил траурную процессию на похоронах Чан Кайши. Скончался Сюэ Юэ в 1998 году, в возрасте 101 года.